# Петрушов Олександр Валентинович
Олекса́ндр Валенти́нович Петрушов (10 жовтня 1967, Дніпропетровськ — 12 серпня 2014, Мандрикине) — український військовик, солдат Збройних сил України, боєць Добровольчого корпусу «Правого Сектору», учасник російсько-української війни.

## Життєпис
Народився 10 жовтня 1967 року в місті Дніпропетровськ. Військову службу почав 1988 року в Афганістані (Кандагар), далі служив на острові Ітуруп.
Повернувшись до м. Дніпра, у 1993 році завершив навчання в Національному гірничому університеті, здобувши спеціальність на електротехнічному факультеті. Протягом десяти років працював електриком на Нижньодніпровському заводі, в подальшому став приватним підприємцем.
З квітня 2014 року — доброволець, брав участь у багатьох боях. У травні — серпні був командиром розвідувально-штурмової групи, брав участь у штурмі та визволенні Карлівки, Авдіївки, околиць м. Донецька. В кінці літа — був поданий до нагороди.
Вдень 12 серпня 2014 року автобус групи бійців ДУК потрапив у засідку на блокпосту поблизу Донецька на об'їзній трасі поблизу селища залізничної станції Мандрикине. Врятуватися вдалося тільки трьом бійцям, які потрапили в полон. Серед них був командир групи Марлен Місіратов «Татарин» та два брати Мартинових, Олег та Андрій.
Похований на кладовищі у дніпровському районі Діївка.
Лишились дружина Ольга Олександрівна та син Олег.

## Нагороди
- Медаль «За бойові заслуги»;
- Медаль «Воїну-інтернаціоналісту від вдячного афганського народу»;
- Медаль «70 років Збройних Сил СРСР»;
- Медаль «Захиснику Вітчизни»;
- Нагрудний знак «Воїну-інтернаціоналісту»;
- Пам'ятна медаль «20 років виводу військ з Афганістану»;
- Пам'ятна медаль «25 років виведення військ з Афганістану»;
- В 2021 році був нагороджений орденом «За мужність» III ступеня (посмертно)[1];
- його портрет розміщений на меморіалі «Стіна пам'яті полеглих за Україну» у Києві: секція 2, ряд 4, місце 36.
- вшановується 12 серпня на ранковому церемоніалі загиблих українських героїв, які загинули в різні роки внаслідок російської агресії.[2]